# پترا اشپالکووا
پترا اشپالکووا (چکی: Petra Špalková؛ زادهٔ ۲۱ فوریهٔ ۱۹۷۵) بازیگر تئاتر، سینما و تلویزیون اهل جمهوری چک است. وی از سال ۱۹۸۰ میلادی تاکنون مشغول فعالیت بوده است و برندهٔ جوایز گوناگونی همچون جایزه تالیا، جایزهٔ آلفرد رادوک، شیر چک و جایزهٔ منتقدان فیلم چک شد.
از فیلم‌ها یا برنامه‌های تلویزیونی که وی در آن نقش داشته است، می‌توان به کلیا، بیگ بیت، شهر خورشید و مادر یخی اشاره کرد.